# غازی غیداره
غازی غیداره (انگلیسی: Ghazi Guidara؛ زادهٔ ۱۸ مهٔ ۱۹۷۴) بازیکن والیبال اهل تونس بود.